# Résolution 2077 du Conseil de sécurité des Nations unies
Membres permanents
- Chine
- États-Unis
- France
- Royaume-Uni
- Russie

Membres non permanents
- Afrique du Sud
- Allemagne
- Azerbaïdjan
- Colombie
- Guatemala
- Inde
- Maroc
- Pakistan
- Portugal
- Togo

Résolution no 2076 Résolution no 2078

La résolution 2077 du Conseil de sécurité des Nations unies a été adoptée à l'unanimité le 21 novembre 2012. Le Conseil de sécurité a renouvelé pour une autre année les autorisations, convenues pour la première fois en 2008, pour une action internationale de lutte contre les crimes en coopération avec le nouveau gouvernement somalien, à qui il a demandé de créer un cadre juridique national de l'effort.